# Setonix brachyurus
Il quokka (Setonix brachyurus Quoy e Gaimard, 1830), unico membro del genere Setonix di Lesson, 1842, è un piccolo Macropodide delle dimensioni di un grosso gatto domestico. Come altri marsupiali della famiglia dei Macropodidi (come i canguri e i wallaby), è erbivoro e generalmente notturno.

## Habitat

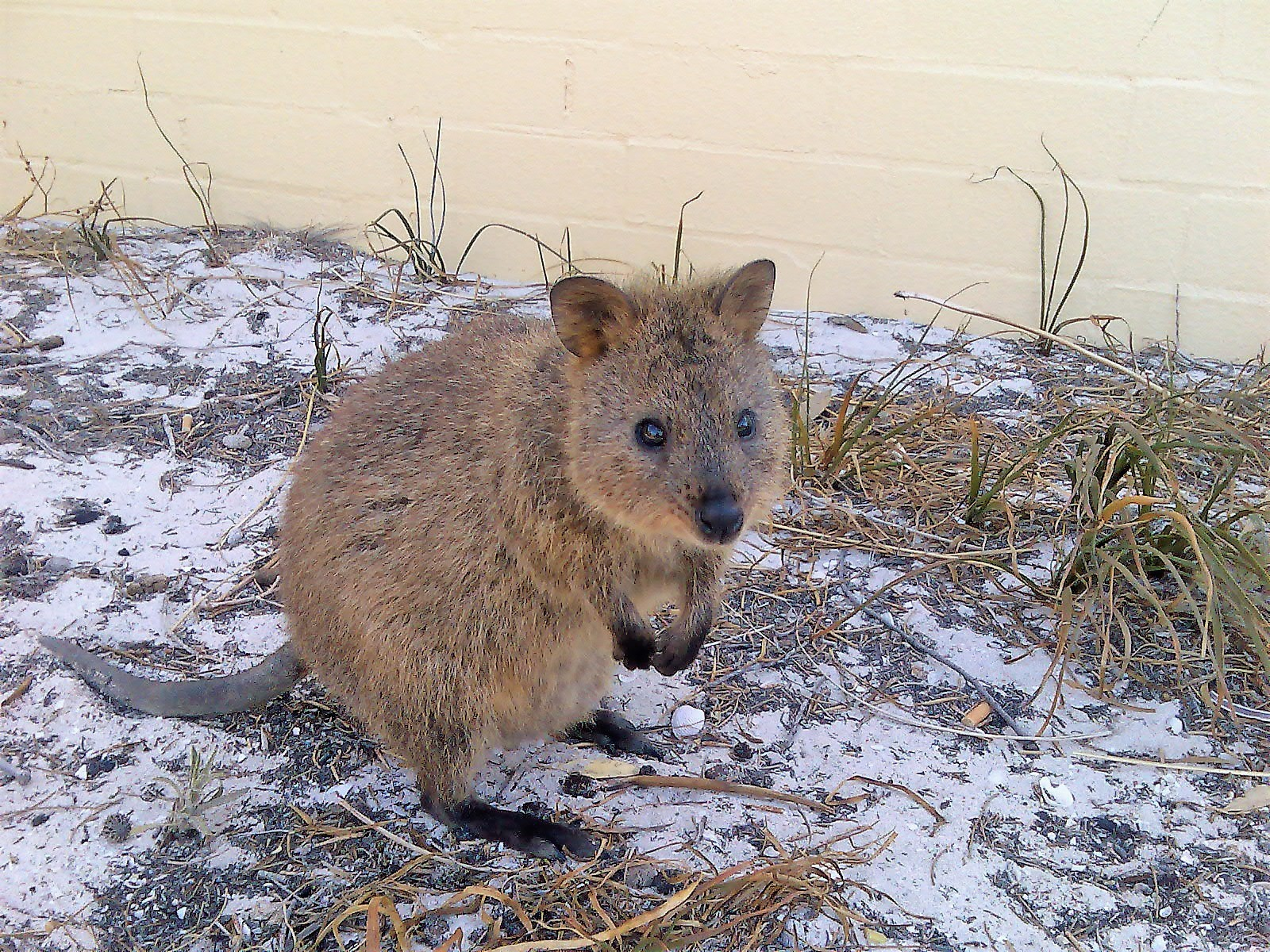
Quokka, Isola di Rottnest, Australia Occidentale.

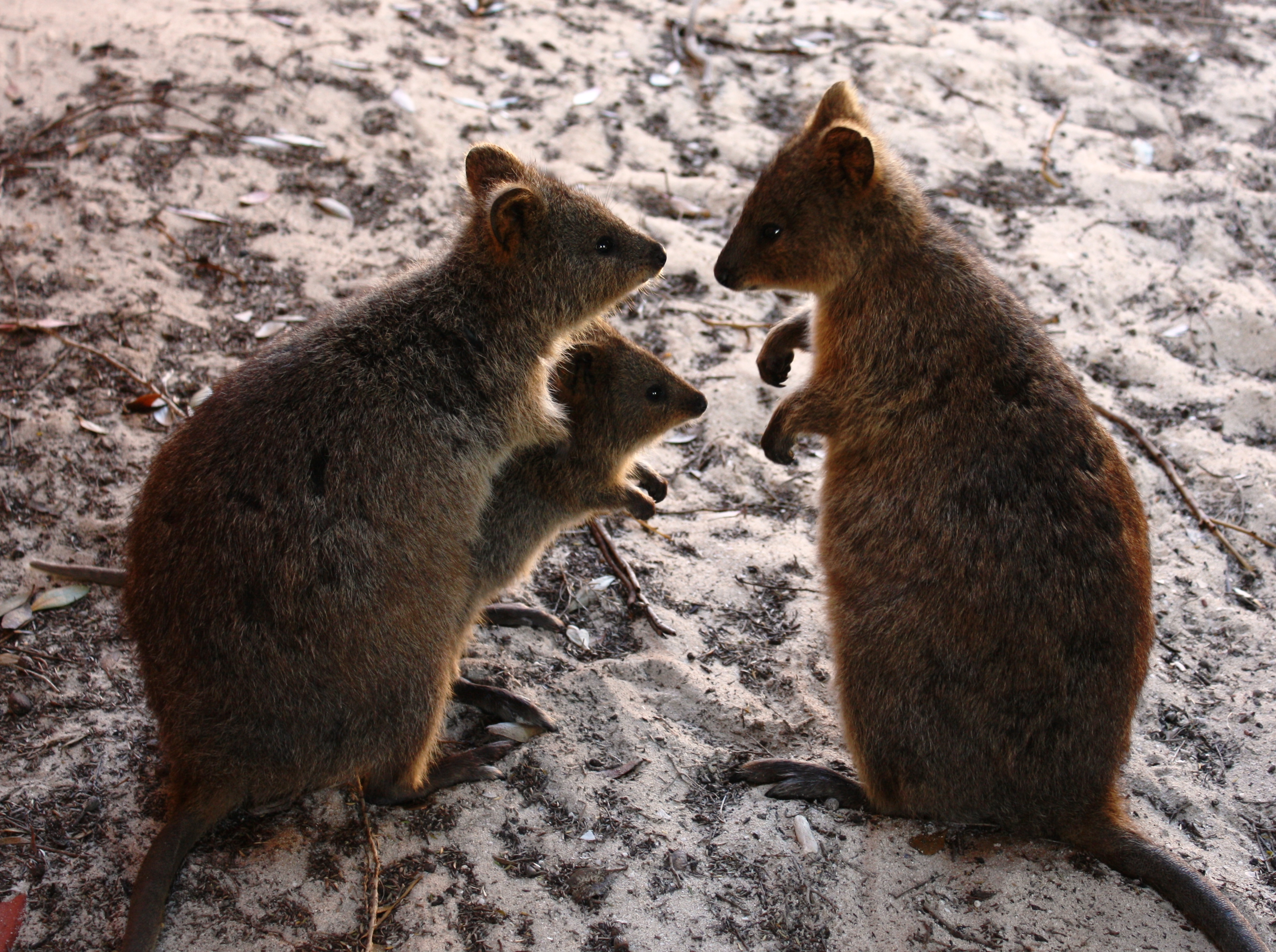
Famiglia di quokka

In natura, il quokka è ristretto a una piccolissima area nel sud-ovest dell'Australia. Sta divenendo sempre più raro, ed è specie protetta su alcune isole al largo della costa, come Bald, Rottnest, Garden e Penguin, dove però è rarissimo. Queste isole sono libere da volpi e gatti. Sull'isola di Rottnest è molto comune e occupa una grande varietà di habitat, dalla boscaglia semi-arida ai giardini coltivati. Sono animali in via di estinzione. Nel 2015 un incendio nell’Australia occidentale ha decimato il 90% della popolazione locale di quokka, facendola passare da 500 a 39 esemplari in un colpo solo.

## Descrizione
Pesa tra i 2,5 e i 5 kg, è lungo tra i 40 e i 54 cm e ha una coda - piuttosto corta per un Macropodide - di 25-30 cm. Ha struttura tozza, orecchie arrotondate e una testa corta e larga. È in grado di arrampicarsi su piccoli alberi e arbusti. Il mantello è di color bruno brizzolato, ma sul ventre si fa sempre più marroncino. Il quokka ricicla una piccola quantità dei suoi prodotti di scarto.

## Comportamento
Il quokka è gregario e nelle zone dove il cibo è maggiormente disponibile vive in gruppi numerosi; si nutre principalmente di graminacee, carici, succulente e fogliame. La salute di alcuni esemplari è stata messa a repentaglio in seguito all'ingestione di cibi inappropriati, come il pane, offerti sull'Isola di Rottnest da visitatori ben intenzionati. Proprio per questo motivo è vietato dare da mangiare a questi animali. Sul continente il quokka può riprodursi in ogni periodo dell'anno, ma su Rottnest solamente verso la fine dell'estate. Ogni anno dà alla luce un unico piccolo. Il fattore che sembra limitare di più la capacità del quokka di riprodursi su Rottnest è la scarsa disponibilità del rame negli alimenti.
I movimenti del quokka sono simili a quelli del canguro e comprendono una serie di balzi grandi e piccoli.

## Interazione con l'uomo

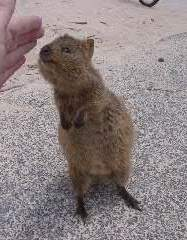
Un turista cerca di accarezzare un quokka

I quokka non sono affatto intimoriti dagli esseri umani, anzi, spesso sono proprio loro ad andare incontro all'uomo, soprattutto sull'Isola di Rottnest. Tuttavia su quest'isola è illegale maneggiarli in qualunque maniera. Se il divieto non viene rispettato, le autorità infliggono una multa di 100 dollari australiani (circa 65 euro) al trasgressore. Le ammende possono raggiungere un massimo di 1000 dollari, ma misure così rigide vengono applicate solo se l'animale viene ferito o ucciso.
È diventato popolare fra i turisti grazie a fotografie diffuse su internet nelle quali l'animale sembra quasi sorridere, rendendolo noto come "l'animale più felice del mondo".

## Conservazione
Sebbene il quokka sia piuttosto numeroso sulle isolette al largo della costa, il suo areale così ristretto lo fa classificare tra le specie vulnerabili. Sul continente, dove è minacciato da predatori introdotti dall'uomo, come le volpi e i gatti ferali, necessita di zone con una fitta copertura per trovare rifugio. Lo sviluppo agricolo ha ridotto queste aree, contribuendo così al declino della specie. I cani e i gatti introdotti, così come i dingo, hanno complicato la situazione, già severamente compromessa dal disboscamento e dagli incendi delle poche aree palustri rimaste.

## Scoperta da parte degli europei

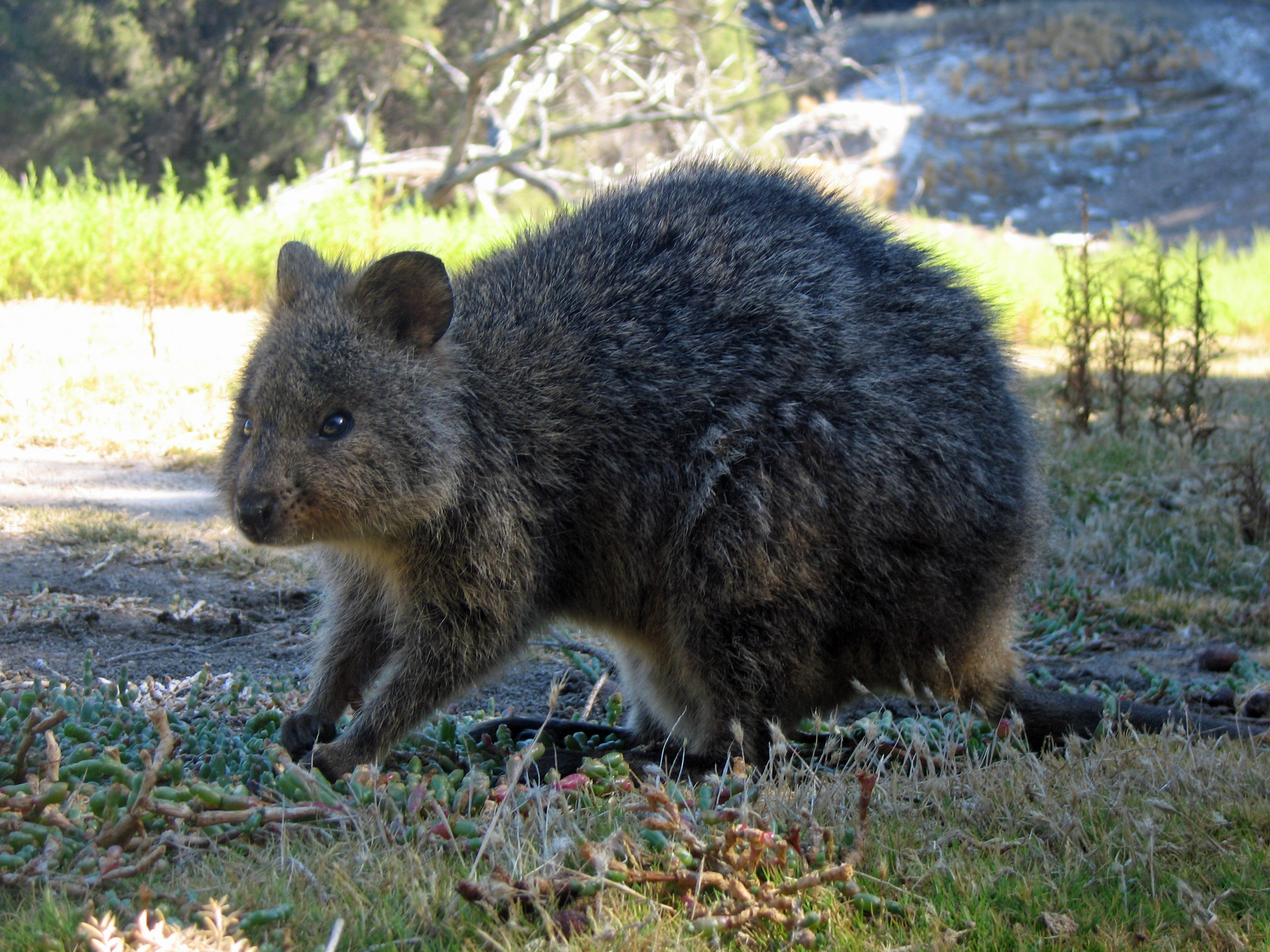
Quokka

Il quokka è uno dei primi mammiferi australiani a essere stati visti dagli europei. Il marinaio olandese Samuel Volckertzoon scrisse di aver avvistato «un gatto selvatico» sull'Isola di Rottnest nel 1650. Nel 1696 Willem de Vlamingh scambiò questo animale per un ratto e battezzò l'isola «Rottenest», «nido di ratti» in olandese.

## Nome
Quokka deriva probabilmente da una parola nyungar, una lingua degli aborigeni Noongar, tale termine è: gwaga.